# Anton Springer
Pour les articles homonymes, voir Springer.
Anton Springer, né à Prague le 13 juillet 1825 et mort à Leipzig le 31 mai 1891, est un journaliste politique, historien et historien de l'art allemand.

## Biographie
Anton Heinrich Springer est né à Prague le 13 juillet 1825 où il étudie la philosophie et l'histoire à l'université Charles de Prague.
Il s'intéresse ensuite à l'art et visite Munich, Dresde et Berlin, avant de passer quelques mois en Italie. Il s'installe momentanément à Tübingen, dans le sud de l'Allemagne, avant de rentrer à Prague. Il y suit des cours d'histoire de l'époque révolutionnaire. Le ton libéral de ces cours l'emmène à avoir une attitude quelque peu rebelle contre l'autorité. Il quitte la Bohème en 1849 et vit successivement en Angleterre, en France et aux Pays-Bas.
Il s'installe finalement à Bonn en 1852, où il suit des cours sur l'histoire de l'art et devient professeur en 1859. Il part pour l'université de Strasbourg en 1872 mais part à Leipzig dès l'année suivante.
Springer défend l'union fédérale dirigée par l'empereur autrichien dans ses papiers journalistiques et revendique le droit de la Prusse d'être à la tête de l'Allemagne.[pas clair] Lors de la guerre de Crimée, il se montre favorable à l'émancipation des petits états du sud-est de l'Europe de la suprématie ottomane.
Après plusieurs années en mauvaise santé, il meurt à Leipzig le 31 mai 1891.

## Publications
Anton Springer est connu comme un auteur autant sur l'histoire que sur l'histoire de l'art. Sur ce dernier sujet, son ouvrage le plus important est Geschichte Oesterreichs seit dem wiener Frieden (Leipzig, 1863-1865), qui a été traduit au tchèque (Prague, 1867) et les autres sont :
- Baukunst des christlichen Mittelalters (Bonn, 1854)
- Handbuch der Kunstgeschichte (7e ed., Leipzig, 1906)
- Grundzüge der Kunstgeschichte (Leipzig, 1887-1888)
- Geschichte der bildenden Kunste im xix. Jahrhundert (Leipzig, 1858)
- Bilder aus der neueren Kunstgeschichte (Bonn 1867, puis 1886)
- Raffael und Michelangelo (Leipzig, 1877 puis 1885)
- Die Kunst des xix. Jahrhunderts (Leipzig 1880-1881)

Springer a écrit deux biographies :
- Friedrich Christoph Dahlmann (Leipzig, 1870-1872)
- Albrecht Dürer (Berlin, 1892)

Il est par ailleurs le responsable de l'édition en allemand des Vies des peintres primitifs flamands de Crowe et Cavalcaselle, qui est publié à Leipzig en 1875.
Ses sujets historiques sont :
- Geschichte des Revolutionszeitalters (Prague, 1849)
- Oesterreich nach der Revolution (Prague, 1850)
- Oesterreich, Preussen und Deutschland (Prague, 1851)
- Paris im xiii. Jahrhundert (Leipzig, 1856)
  - Paris au XIIIe siècle (Paris, 1860)
- Protokolle des Verfassungs-Ausschusses im oesterreichischen Reichstage 1848-1849 (Leipzig, 1885)

Il écrit un ouvrage autobiographique, Aus meinem Leben (publié de façon posthume à Berlin en 1892), qui contient des contributions de Gustav Freytag et Hubert Janitschek et a été édité par son fils Jaro Springer (né en 1856), également historien de l'art.